# Energia de ponto zero
Em física, a Energia de Ponto Zero veio à tona a partir do trabalho de Max Planck em 1912. Planck procurava rederivar a expressão para o espectro da energia emitida por um corpo negro, de um modo diferente do que havia sido feito em 1900. Assim, no limite de temperatura zero, a energia mínima para um oscilador de Planck não seria zero, mas sim meio quantum, e foi denominada Energia de Ponto Zero. Essa é a energia mais baixa possível, em termos de Mecânica Quântica, que um sistema físico pode possuir no estado fundamental.
Tal conceito foi também proposto por Albert Einstein e Otto Stern em 1913, tendo sido originalmente denominada de "energia residual" ('Nullpunktsenergie'), além de diversos outros artigos que foram publicados com o intuito de discutir sua existência e implicações, contudo nenhum desses trabalhos obteve tal energia como consequência de algum princípio fundamental.
Antes de a Mecânica Quântica ser desenvolvida como um modelo para explicar o comportamento das partículas atômicas e subatômicas, os cientistas acreditavam que todos os átomos parariam de se movimentar quando atingissem o zero absoluto. Mas mesmo nessa temperatura, os átomos, e por consequência as moléculas, retém a Energia de Ponto Zero, a menor que um sistema pode ter. Somente em 1925 ela surgiu, naturalmente, da Teoria de Werner Heisenberg para a Mecânica Quântica. Em 1948, Hendrik Casimir utilizou-a para derivar explicitamente as forças de atração entre duas placas neutras e perfeitamente condutoras alocadas no vácuo, o que veio a ser chamado de Efeito Casimir.
A energia no vácuo do espaço é considerada uma forma de energia de ponto zero, também descrita como 'terra' ou 'estado estacionário'.
Contudo, sua existência é bastante controversa, Steven Weinberg demonstrou que ela é incompatível com alguns aspectos da cosmologia, no que diz respeito a constante cosmológica. Portanto, sua existência ainda é uma dúvida para os cientistas da atualidade.